# محمد بن ادریس شافعی
محمد بن ادریس الشافعی (۱۵۰–۲۰۴ه‍.ق) ملقب به أبو عبدالله، و معروف به امام شافعی از  امام‌های چهارگانه اهل سنت و امام مذهب شافعی است. نام کامل وی (أبو عبدالله محمد بن إدریس بن عباس بن عثمان بن شافع بن سائب بن عبدالله بن عبد یزید بن المطلب بن عبد مناف بن قصی بن کلاب بن مرة بن کعب بن لؤی بن غالب بن فهر بن مالک بن النضر وهو قریش بن کنانة بن خزیمة بن مدرکة بن إلیاس بن مضر بن نزار بن معد بن عدنان، الشافعی المطّلبی القرشی. یلتقی فی نسبه مع النبی محمد فی عبد مناف بن قصی) بود. وی در ماه رجب سال ۱۵۰ هجری قمری برابر با ۷۶۸ میلادی در شهر غزه از سرزمین فلسطین (و به قولی در سوریه) به دنیا آمد. پدرش همراه مسلمانان از مکه به اسراییل ناحیه الرُباط و غزه و عسقلان هجرت کرد. مدت کمی بعد از تولد شافعی پدرش در غزه فوت کرد. بعد از فوت پدر، شافعی و مادرش به مکه بازگشتند. مادر شافعی، «فاطمه» (أم حبیبه) نام داشت که از قبیله ازد بود. الأزدیة، یکی از قبائل معروف در یمن السعید (یمن پر برکت، بخش سر سبز و پرآب سرزمین یمن) بود.
نسب شافعی به عبد مناف می‌رسد که جد اعلای محمد پسر عبدالله‌ (پیامبر اسلام )است؛ بنابراین شافعی از جهت پدر قریشی است. عبدمناف چهار پسر داشت به نام‌های هاشم،مطلب،نوفل و عبدشمس که شافعی از نسل برادر هاشم، مطلب است. شافعی در مکه در زمینه علوم فقهی پیشرفت می‌کند و یکی از علماء برجسته آن دیار می‌شود. وی بنا به ترتیب زیر سومین فقیه بزرگ از فقهای اهل سنت است.
- ابوحنیفه نعمان بن ثابت
- مالک ابن انس
- محمد بن ادریس شافعی
- احمد ابن حنبل

پیروان محمد بن ادریس شافعی به شافعی مشهورند.

## نسب
محمد بن ادریس شافعی با نام کامل «محمد بن إدریس بن عباس بن عثمان بن شافع بن سائب بن عبید بن عبدیزید بن هاشم بن عبدالمطلب بن عبدمناف» است. او را قُرشی، مُطلبی و شافعی خوانده‌انداو همچنین به امام شافعی نیز شهرت دارد. نسل او در عبدمناف با پیامبر اسلام یکی می‌شود. جد شافعی به نام سائب در جنگ بدر پرچمدار بنی‌هاشم در سپاه مکه بود و اسیر شد. وی برای آزادی مبلغی را پرداخت کرد و پس از آن مسلمان شد.

## آثار
شافعی آثار تألیفی زیادی دارد که برخی از آن‌ها در زیر فهرست شده‌اند:

۱- الرسالة القدیمة

۲ـ الرسالة الجدیدة

۳ـ اختلاف الحدیث

۴ـ جماع العلم

۵ـ ابطال الاستحسان

۶ـ احکام القرآن

۷ـ بیاض الغرض

۸ـ صفة الأمر والنهی

۹ـ اختلاف مالک و الشافعی

۱۰ـ اختلاف العراقیین

۱۱ـ فضائل قریش

۱۲ـ الأم

۱۳ـ السُـنَن

۱۴ـ المبسوط

۱۵ـ المسند الشافعی

۱۶- دیوان الشافعی

## استادان
- مالک ابن انس (متوفی ۱۷۹ هـ. ق)
- مسلم بن خالد المخزومی (متوفی ۱۸۰ هـ. ق)
- محمد بن الحسن (متوفی ۱۸۹ هـ. ق)
- سفیان بن عیینه (متوفی ۱۹۸ هـ. ق)
- سیده نفیسه (متوفی ۲۰۸ هـ. ق)
- یحیی بن حسان (متوفی ۲۰۸ هـ. ق)

## شاگردان
از مشهورترین شاگردان شافعی:
- یوسف بن یحیی البویطی (متوفی ۲۳۱ هـ. ق)
- اسحاق بن راهویه (متوفی ۲۳۸ هـ. ق)
- احمد بن حنبل (متوفی ۲۴۱ هـ. ق)
- اسماعیل بن یحیی بن اسماعیل المزنی (متوفی ۲۶۴ هـ. ق)
- الربیع بن سلیمان المرادی الجیزی (متوفی ۲۷۰ هـ. ق)
- ابو ثور ابراهیم بن خالد الکلبی